# Банщиця
46°00′ пн. ш. 16°02′ сх. д. / 46° пн. ш. 16.03° сх. д.
Банщиця (хорв. Banšćica) — населений пункт у Хорватії, у Крапинсько-Загорській жупанії у складі громади Горня Стубиця.

## Населення
Населення за даними перепису 2011 року становило 198 осіб.
Динаміка чисельності населення поселення:

## Клімат
Середня річна температура становить 9,97 °C, середня максимальна – 23,78 °C, а середня мінімальна – -6,26 °C. Середня річна кількість опадів – 954 мм.
| Клімат поселення                              | Клімат поселення | Клімат поселення | Клімат поселення | Клімат поселення | Клімат поселення | Клімат поселення | Клімат поселення | Клімат поселення | Клімат поселення | Клімат поселення | Клімат поселення | Клімат поселення | Клімат поселення |
| Показник                                      | Січ.             | Лют.             | Бер.             | Квіт.            | Трав.            | Черв.            | Лип.             | Серп.            | Вер.             | Жовт.            | Лист.            | Груд.            |                  |
| Середній максимум, °C                         | 5,44             | 7,45             | 11,68            | 15,91            | 20,79            | 23,78            | 22,85            | 22,34            | 18,46            | 13,44            | 7,94             | 4,02             |                  |
| Середня температура, °C                       | −0,41            | 1,59             | 5,83             | 10,07            | 14,93            | 17,93            | 19,61            | 19,10            | 15,22            | 10,20            | 4,72             | 0,78             |                  |
| Середній мінімум, °C                          | −6,26            | −4,23            | −0,01            | 4,23             | 9,08             | 12,10            | 16,37            | 15,87            | 11,98            | 6,97             | 1,47             | −2,44            |                  |
| Норма опадів, мм                              | 50               | 50               | 63               | 71               | 83               | 107              | 91               | 96               | 92               | 92               | 91               | 68               |                  |
| Середньомісячна швидкість вітру, м/с          | 1.83             | 2.00             | 2.40             | 2.30             | 2.19             | 1.96             | 1.90             | 1.73             | 1.73             | 1.81             | 1.90             | 1.89             |                  |
| Середньомісячна сонячна радіація, кДж/м²·день | 4124             | 6889             | 10503            | 14823            | 18808            | 20671            | 21476            | 18703            | 13916            | 8674             | 4566             | 3296             |                  |
| --------------------------------------------- | ---------------- | ---------------- | ---------------- | ---------------- | ---------------- | ---------------- | ---------------- | ---------------- | ---------------- | ---------------- | ---------------- | ---------------- | ---------------- |
| Джерело:                                      |                  |                  |                  |                  |                  |                  |                  |                  |                  |                  |                  |                  |                  |